# Dicranostomus monoceros
Dicranostomus monoceros är en insektsart som beskrevs av Carl August Dohrn 1888. Dicranostomus monoceros ingår i släktet Dicranostomus och familjen vårtbitare. Inga underarter finns listade i Catalogue of Life.